# Siedlung Fermersleben

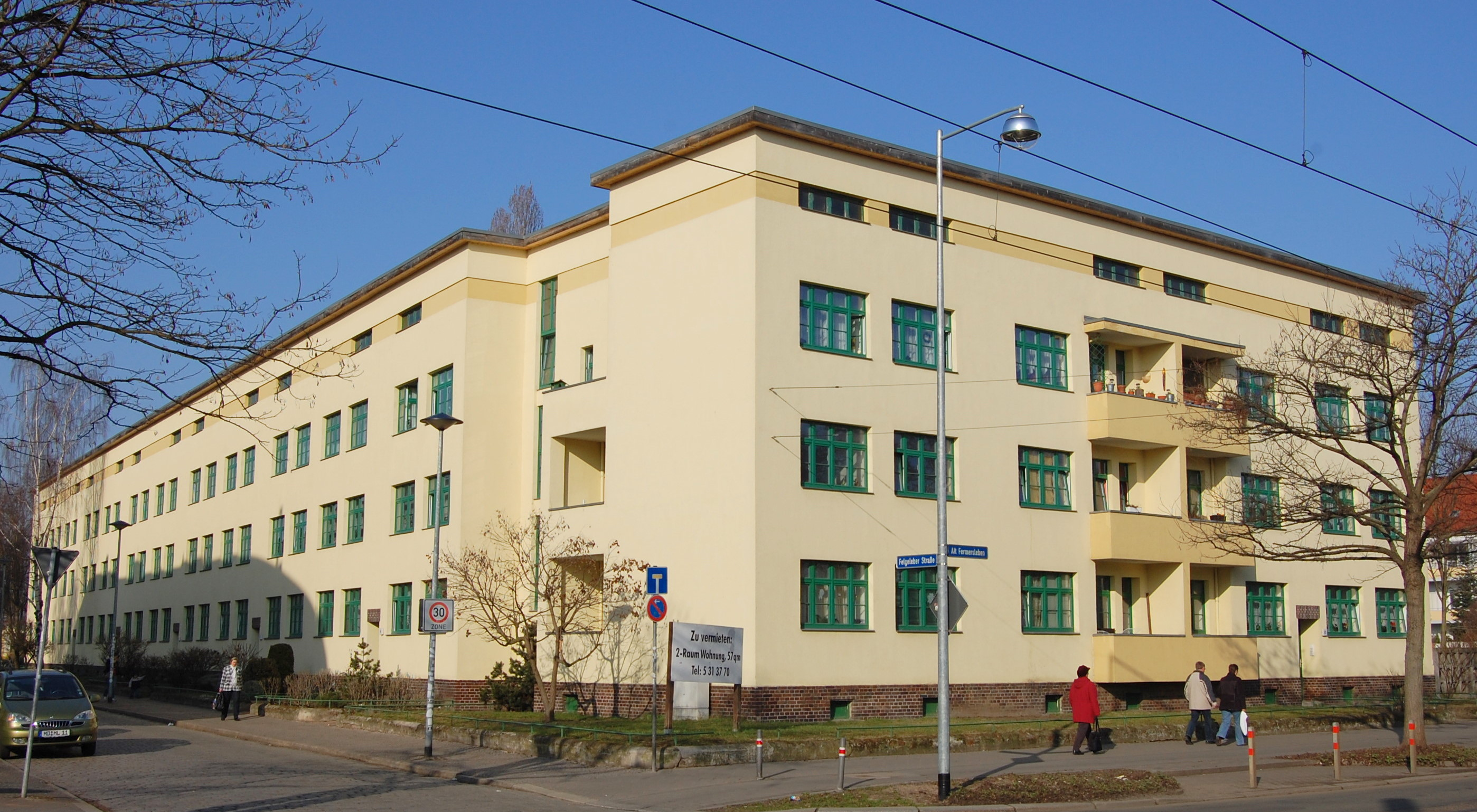
Von Carl Krayl entworfenes Eckhaus

Die Siedlung Fermersleben ist eine Wohnsiedlung im Bereich des Magdeburger Stadtteils Fermersleben.

## Lage
Die Wohnsiedlung erstreckt sich auf einer Fläche von etwa 15 Hektar zwischen der Friedrich-List-Straße im Süden, einem Rangierbahnhof im Zuge der Bahnstrecke Magdeburg–Leipzig im Westen, der Straße Am Fort im Norden und der Straße Alt Fermersleben im Osten. Sie umfasst circa 1250 Wohnungen.

## Geschichte

### Erste genossenschaftliche Bauten außerhalb der Siedlung
Eine erste baugenossenschaftliche Anlage entstand in Fermersleben ab 1913 mit 80 Wohnungen und wurde von der am 19. Mai 1913 gegründeten, 22 Gründungsmitglieder umfassenden Baugenossenschaft für Kleinwohnungen Fermersleben ausgeführt. Zunächst wurden Häuser in der Faberstraße, außerhalb des Bereichs der heutigen Siedlung errichtet. Dieser vormals ländlich geprägte Bereich war ab 1902 von privaten Bauherren bebaut worden, wobei auch Hinterhäuser entstanden. Als erstes und ältestes Gebäude entstand das 1903 fertiggestellte, noch heute erhaltene Haus Landwüststraße 1. Auf dem Grundstück Landwüststraße 3 errichtete Richard Faber, der in diesem Bereich über umfangreichen Grundbesitz verfügte, seine Villa, die jedoch nicht erhalten ist. Als erster Bau der Baugenossenschaft wurde 1914 das Haus Faberstraße 14 übergeben. Das Gebäude Alt Fermersleben 90/91 entstand 1927. Im Erdgeschoss entstanden Ladenräume. Auf dem Hof wurde 1928 eine Badeanstalt, bestehend aus sechs Badewannen gebaut. Nötig war dies, da viele der umgebenden Häuser nicht über eigene Baderäume verfügten. Auch die nach 1933 errichteten genossenschaftlichen Häuser verfügten nicht über ein Bad. An die spätere Nutzung als medizinisches Bad erinnert noch heute der Schriftzug Kur Bad. Als letztes genossenschaftliches Gebäude in diesem östlich der Hauptstraße gelegenen Bereich wurde 1929 das im Stil des Neuen Bauens errichtete Haus Faberstraße 10 gebaut.

### Planung

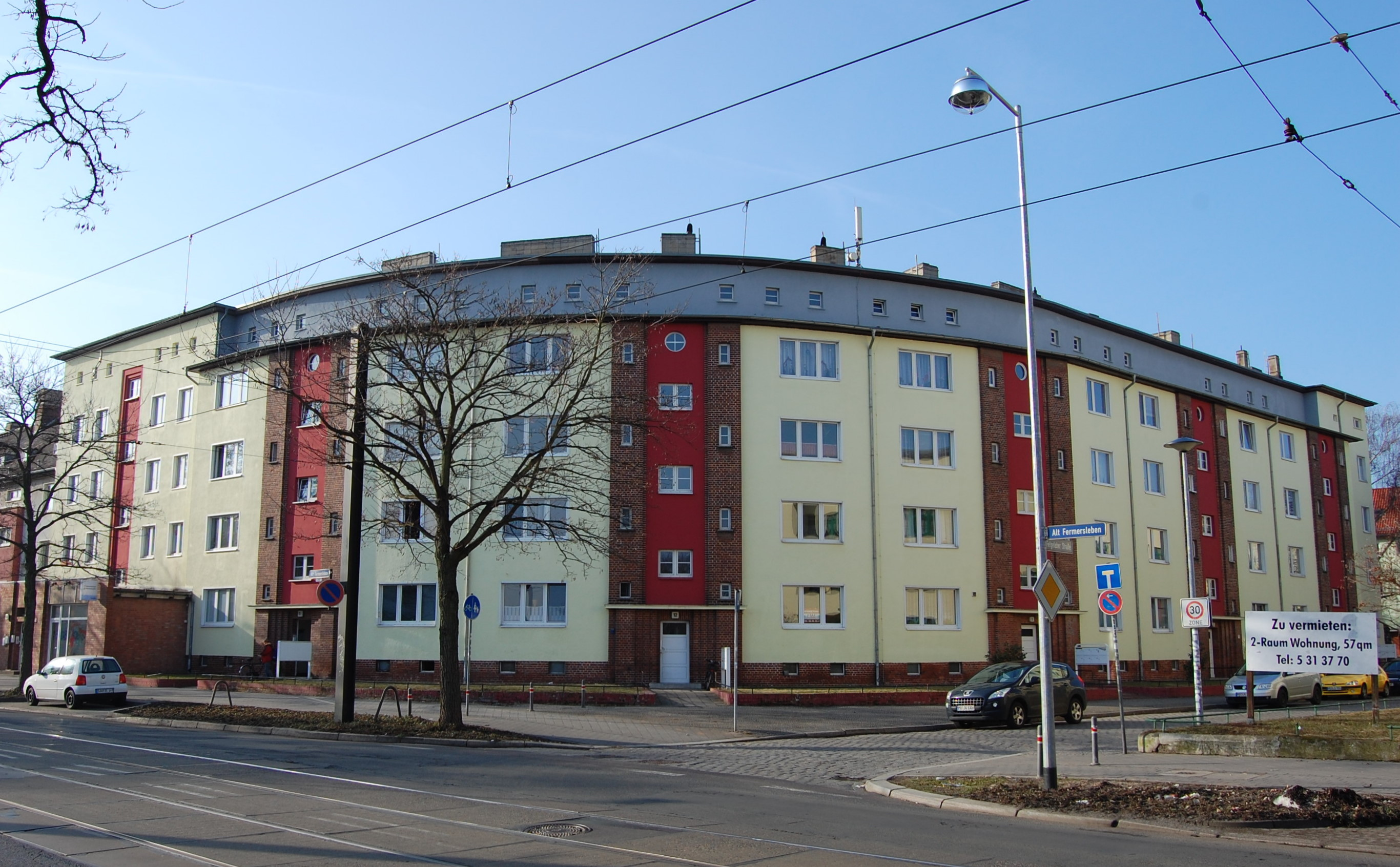
Siedlung Fermersleben; Eckgebäude Alt Fermersleben/Felgeleber Straße von 1934 im Jahr 2010

Die eigentliche Siedlung entstand dann jedoch im Wesentlichen in den Jahren von 1920 bis 1938 nördlich der Ortslage des 1910 nach Magdeburg eingemeindeten Dorfes Fermersleben, westlich der Hauptstraße Alt Fermersleben und ist heute in Teilen denkmalgeschützt. Zum denkmalgeschützten Teil der Siedlung gehören die von den Architekten Carl Krayl und F. W. Ferdinand Müller entworfenen Gebäude Alt Fermersleben Nr. 11, 12, 12a-b und Felgeleber Straße Nr. 1–6, 8, 10, 12 und 14. Weitere Gebäude entstanden nach Plänen des Architekten Paul Wahlmann. Die Siedlung blieb baugenossenschaftlich geführt. Die Errichtung der Siedlung war Teil der Magdeburger Stadterweiterung der 1920er Jahre, die auf die städtebaulichen Planungen Bruno Tauts zurückgeht. Das Bauland südlich des ehemaligen Geländes des Fort I erwarb die Stadt Magdeburg von der Zincke´schen Hauptstiftung und vergab es im Rahmen von Erbpacht zu subventionierten Konditionen zur Bebauung. Nach dem Begründer der 1850 errichteten Stiftung Johann Georg Peter Zincke wurde eine Straße im Gebiet der Siedlung benannt. Ein Teil der errichteten Wohnungen wurden als Kontingente an die Post und die Deutsche Reichsbahn abgegeben, die einen Teil der Finanzierung übernommen hatten.
Nach dem Ende des Ersten Weltkrieges und den folgenden wirtschaftlich schwierigen Jahren gelang es der Genossenschaft zunächst nicht weitere Bauvorhaben umzusetzen. Erst 1920 wurde die Bautätigkeit, diesmal mit Schwerpunkt in der heutigen Siedlung westlich der Hauptstraße, wieder aufgenommen. Es entstanden parallel zur Hauptstraße in Nord/südlicher-Richtung verlaufende mehrgeschossige Wohngebäude, die größere begrünte Innenhöfe umschließen. Abweichend hiervon ist die Anordnung der ungefähr in Ost-West-Ausrichtung gebauten Gebäude der Zincke- und Felgeleber Straße. Hintergrund hierfür war, dass damit eine ursprünglich hier geplante Strecke einer Industriebahn abgeschirmt werden sollte. Die geplante Industriebahn sollte dem Anschluss der an der Elbe gelegenen Buckauer Industriegebiete an die Eisenbahnstrecken dienen und unter der Straße Alt Fermersleben hindurchgeführt werden. Sie war für den Fall gedacht, dass die über den Elbebahnhof an der Elbe entlanggeführte Strecke aufgegeben wird. Tatsächlich wurde viel später diese Strecke eingestellt. Die geplante Bahntrasse wurde jedoch nicht verwirklicht.
Die Baugenossenschaft trat 1920 dem Bauverein Verein für Kleinwohnungswesen bei, dem acht weitere ähnliche Genossenschaften Magdeburgs angehörten. Über den Verein wurde die gemeinsame Beschaffung von Materialien und Leistungen koordiniert.

### Nördlicher Bauabschnitt

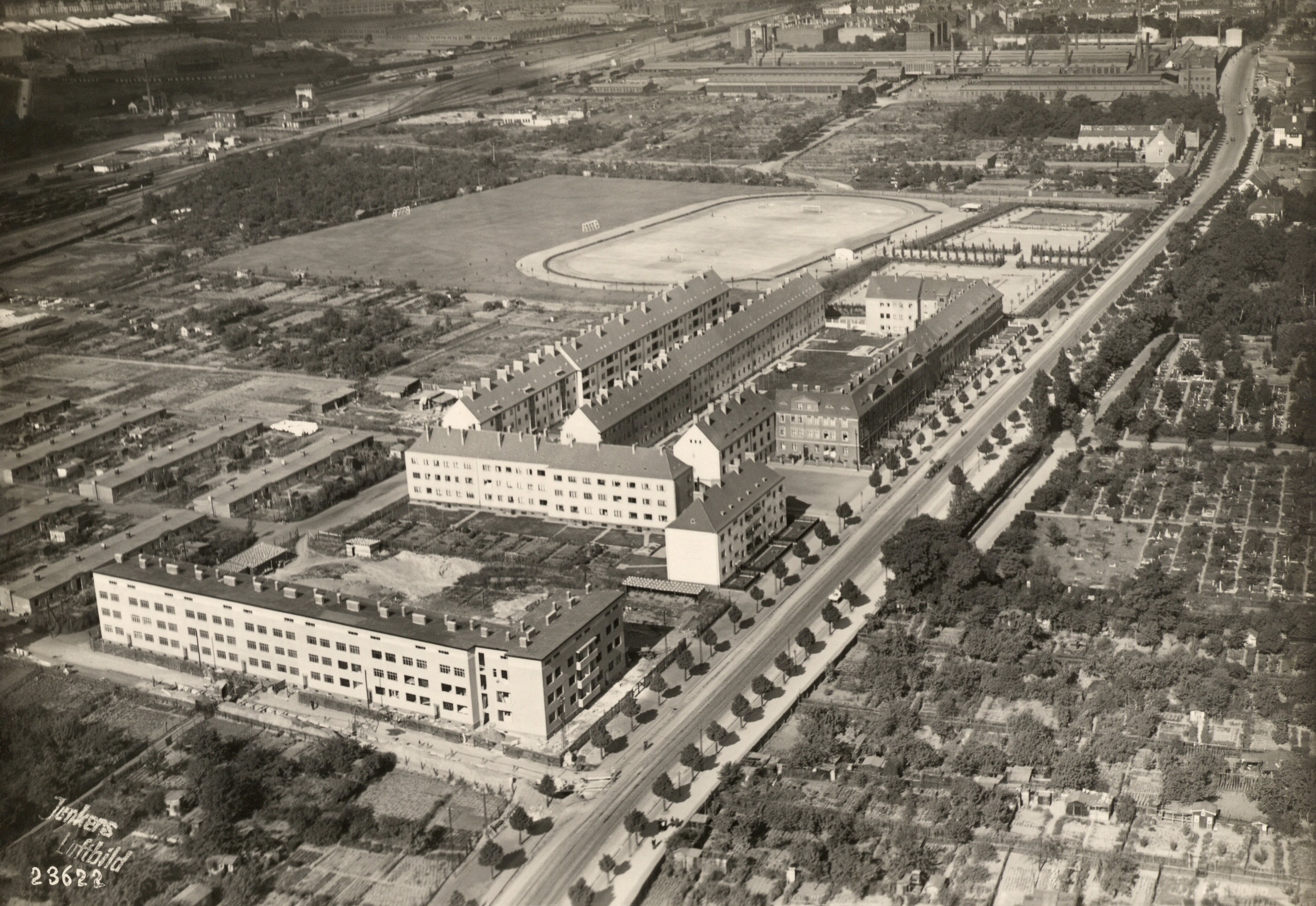
Blick auf den nördlichen Bauabschnitt, 1928

Die Siedlung entstand in zwei großen Bauabschnitten. Der Teil nördlich der Felgeleber Straße wurde in den 1920er Jahren gebaut und war 1931/32 dann abgeschlossen, der Abschnitt südlich der Straße entstand erst ab 1933. Im Zeitraum 1920 bis 1924 entstanden 75 Wohnungen, von 1926 bis 1931 515 Wohnungen. Bedingt durch die Wirtschaftskrise nahm ab 1930 der Neubau stark ab. 1932 wurde nicht mehr gebaut. Der Bebauungsplan für das Gebiet wurde erst am 6. Oktober 1930 festgestellt, zu diesem Zeitpunkt waren große Teile der Siedlung, allerdings jeweils in enger Abstimmung mit dem Stadterweiterungsamt, bereits fertiggestellt. Ab 1933 nahm der Wohnungsbau in der Siedlung wieder zu. Zwischen 1933 und 1938 entstanden weitere 653 Wohnungen. Ab 1940 bestand ein Neubauverbot.

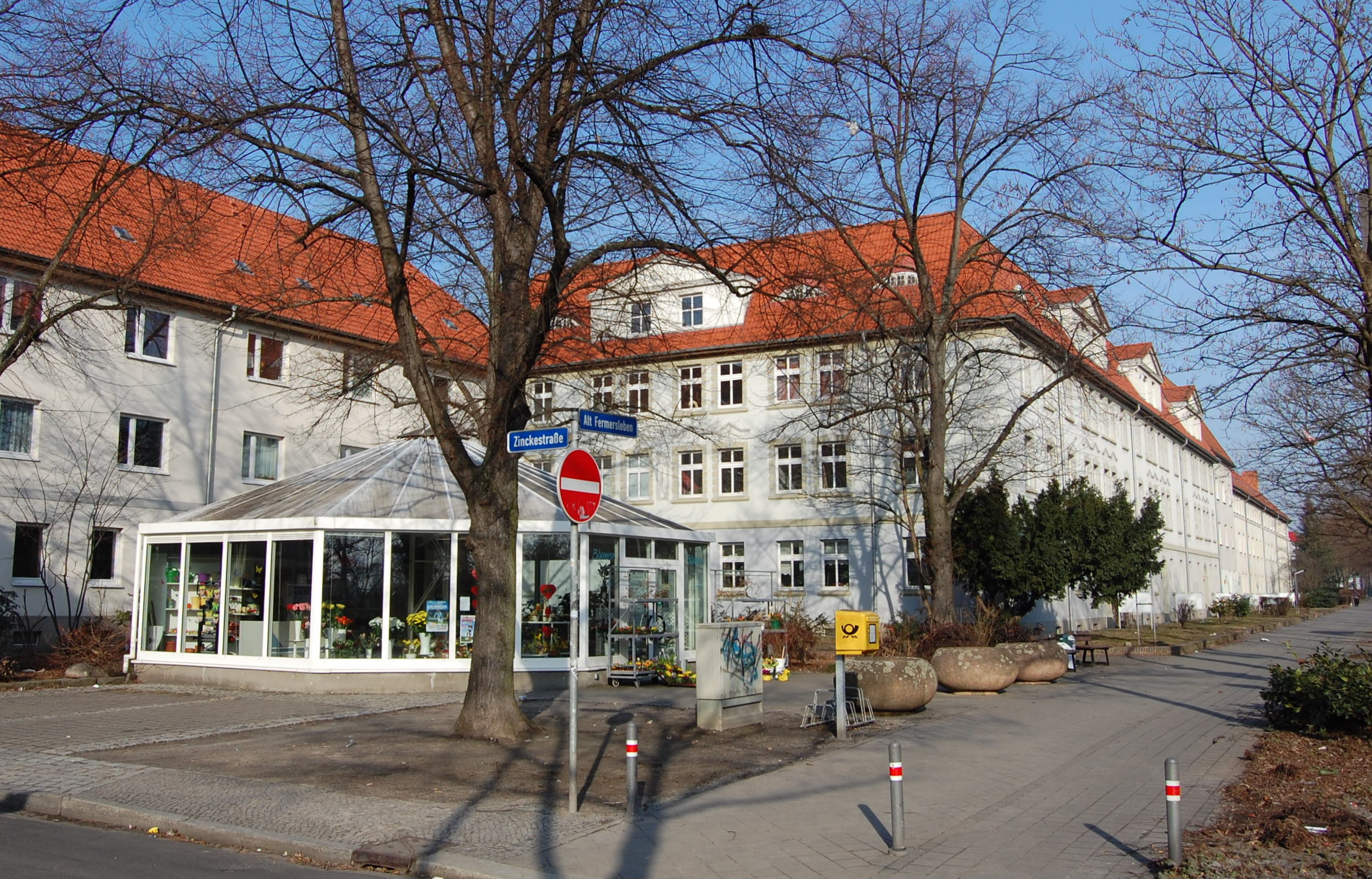
Einmündung der Zinckestraße auf die Straße Alt Fermersleben, nördlich die ältesten Bauten der Siedlung

Erste Bauten der Siedlung waren die 1920 errichteten dreigeschossigen Häuser Alt Fermersleben 6–8. Ihre Fassadengestaltung weicht deutlich von den später erbauten Häusern ab und zeigt noch, wenn auch schon vereinfacht, typische Ornamentik aus der Zeit vor dem Ersten Weltkrieg. Die Bauten des nachfolgenden Bauabschnitts, Alt Fermersleben 3–5, entstanden 1921. Zunächst war beabsichtigt die Gestaltung gleich den vorhergehenden Bauten auszuführen. Nach einer Änderung des Entwurfs ergab sich dann jedoch eine klare Fassadengestaltung durch Einfügung horizontaler Putzbänder und zum Hof hin aufgebrachter farbiger Flächen und Kanten. Die Häuser enthalten überwiegend Zweizimmer-Wohnungen. Ein Anschluss an die Brauchwasser-Kanalisation bestand zunächst nicht. Der entsprechende Kanal wurde erst 1927 gebaut. Es folgten 1922 die von Paul Wahlmann entworfenen, die Gestaltung der Nr. 3 bis 5 weiter führenden Häuser 9 und 9a. Ab 1922 erfolgte der Ausbau der Straßenbahnlinie von Buckau nach Fermersleben, womit die Siedlung an das Straßenbahnnetz der Stadt angeschlossen wurde. 1926 wurden die Gebäude Alt Fermersleben 10–10a fertiggestellt. 

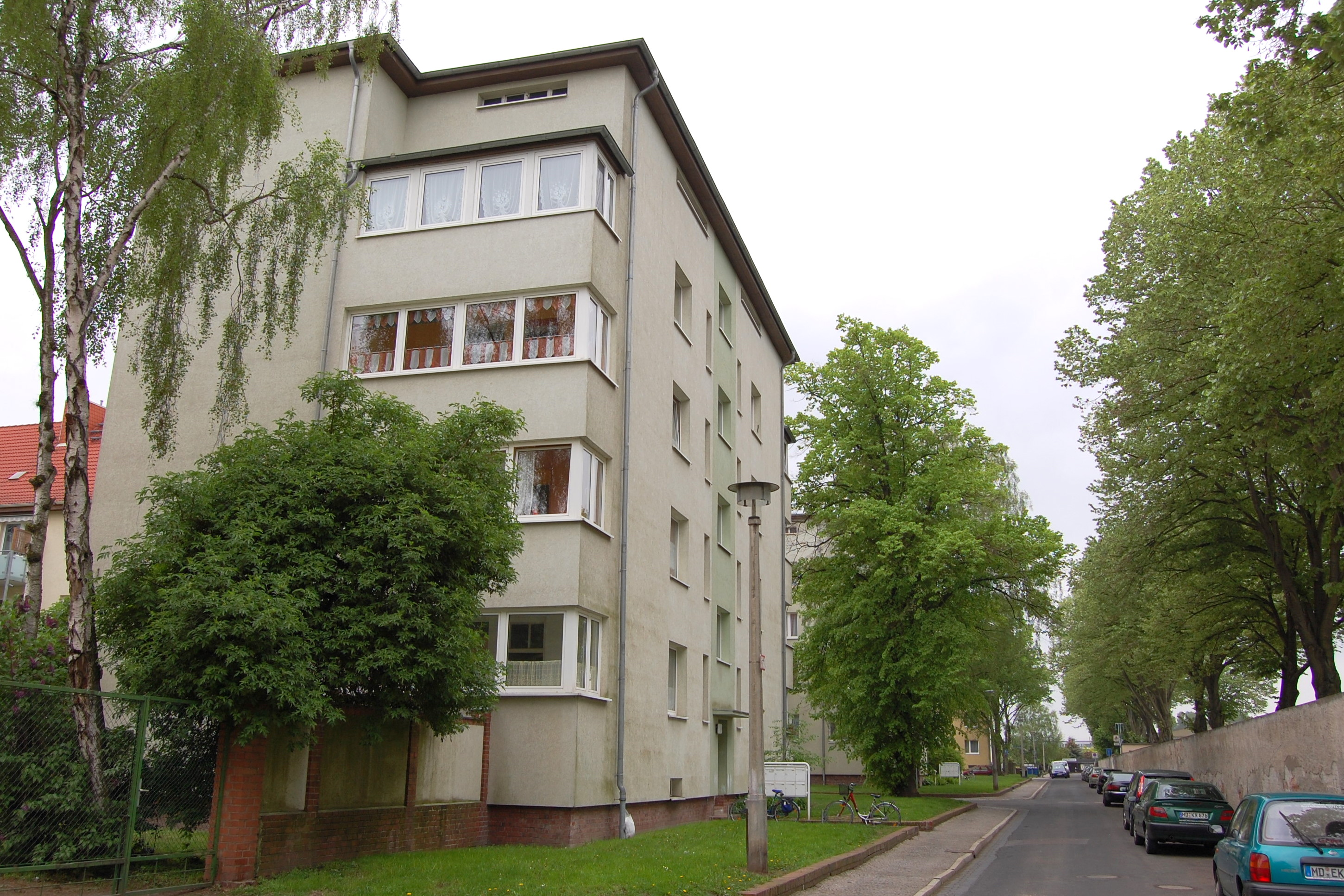
Kopfbauten in der Straße Am Fort

  Auch die die Siedlung nach Norden begrenzende Straße Am Fort wurde ab 1921 bebaut. Abgesehen vom zuerst errichteten Gebäude Nr. 1 entstanden alle Häuser dieser Straße nach Entwürfen von Paul Wahlmann im Stil des Funktionalismus. Die Fassade des früh entworfenen Haus-Nr. 3 wurde mit besonders vielen Gestaltungselementen versehen. Die Häuser Nr. 5 und 7–11 stellten 1929/30 den Abschluss der Bauarbeiten in der Straße dar. Entgegen der geltenden Bauordnung wurden sie, versehen mit einer besonderen Genehmigung, vier- statt dreigeschossig gebaut. Hintergrund hierzu war, dass die Häuser als Kopfbauten die Siedlung zur nördlich gelegenen Fläche des ehemaligen Fort I hin abgrenzten.
Die beiden Häuserzeilen der Straße Am Klosterfeld entstanden 1927 und wurden von Carl Krayl entworfen. Die Gebäude der hierzu parallel verlaufenden Mühlinger Straße und Eickendorfer Straße wurden 1930 bzw. 1929 begonnen und von Paul Wahlmann geplant. Die Zinckestraße als südliche Begrenzung des nördlichen Teils der Siedlung wurde in ihrer entsprechend der beabsichtigten Bahntrasse gebogenen Form ab 1926/27 bebaut. Die Planungen gingen auf Paul Wahlmann zurück, der jedoch für die ab 1933 noch gebauten Häuser nicht mehr verantwortlich zeichnete. 1927 entstand die Bebauung der Straße Am Klosterfeld nach Planungen Carl Krayls.

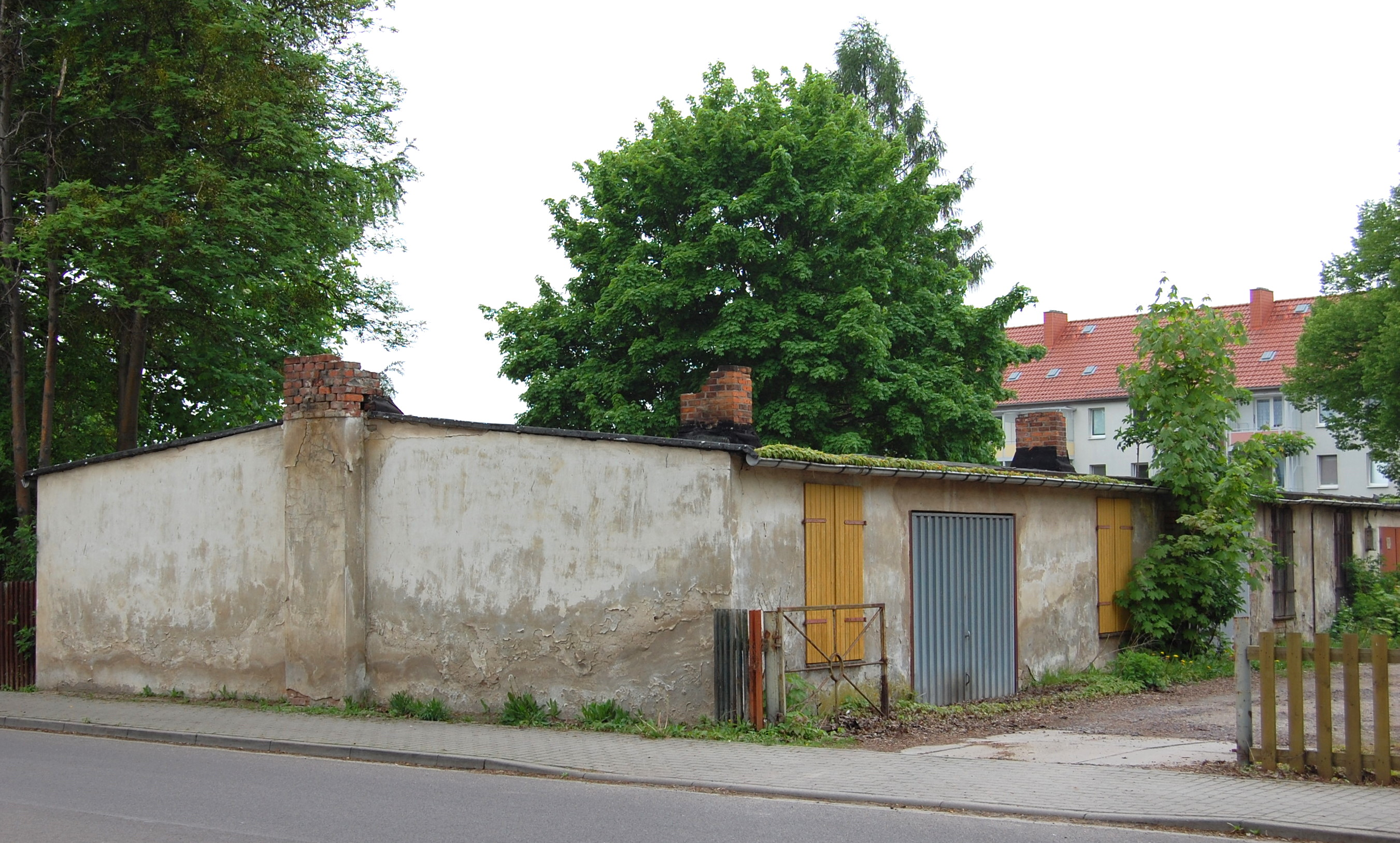
Zu Garagen umgebaute ehemalige Behelfswohnungen

Südlich der geplanten Bahntrasse verläuft die Felgeleber Straße, die ursprünglich eine Zuwegung von der Hauptstraße zu einem weiter westlich gelegenen städtischen Steinlagerplatz darstellte und zunächst als Weg am Steinlagerplatz bezeichnet wurde. Die Bebauung der Felgeleber Straße begann 1928 mit dem heute denkmalgeschützten, von Carl Krayl entworfenen Eckhaus Alt Fermersleben 11. Die übrige Nordseite der Straße wurde, entgegen ursprünglichen Plänen, nicht mehr bebaut. Ursächlich hierfür waren in diesem Bereich nach dem Ersten Weltkrieg für kinderreiche Familien errichteten Behelfswohnungen, die nicht abgerissen, sondern bis zum Ende der 1950er Jahre weiter als Wohnungen genutzt wurden. Diese Bauten waren, neben der Villa Fiering, zunächst die einzige Bebauung des gesamten Areals. Der von der übrigen Bebauung Fermerslebens damals deutlich abgesonderte Bereich, wurde von den Fermerslebern Kolonie genannt. Die Behelfswohnungen und ihre Bewohner waren in der Meinung der übrigen Bevölkerung nicht sonderlich gut gelitten. In der Zeit des Nationalsozialismus waren hier Fremd- und Zwangsarbeiter untergebracht, die bei der Deutschen Reichsbahn arbeiteten. Es erfolgte später ein Umbau zu Garagen. Obwohl nur für eine Nutzungsdauer von 30 Jahren geplant, sind sie noch heute (Stand 2010) teilweise als Garagen erhalten und stellen damit auch einige der wenigen Gebäude Magdeburgs dar, die als ehemalige Zwangsarbeiterunterkünfte erhalten geblieben sind.
Für Gesprächsstoff sorgte ein vermeintlicher Raubüberfall, der sich am 26. März 1921 gegen 21.00 Uhr auf einem Acker nördlich der Notwohnungen ereignet haben sollte. Es stellte sich jedoch heraus, dass der von einem Eisenbahnbeamten gefesselt und geknebelt vorgefundene Arbeiter den Überfall nur fingiert hatte, um seinem Vater den Verbleib des Wochenlohns von 60 Mark, den er anderweitig ausgegeben hatte, zu erklären.

### Südlicher Bauabschnitt

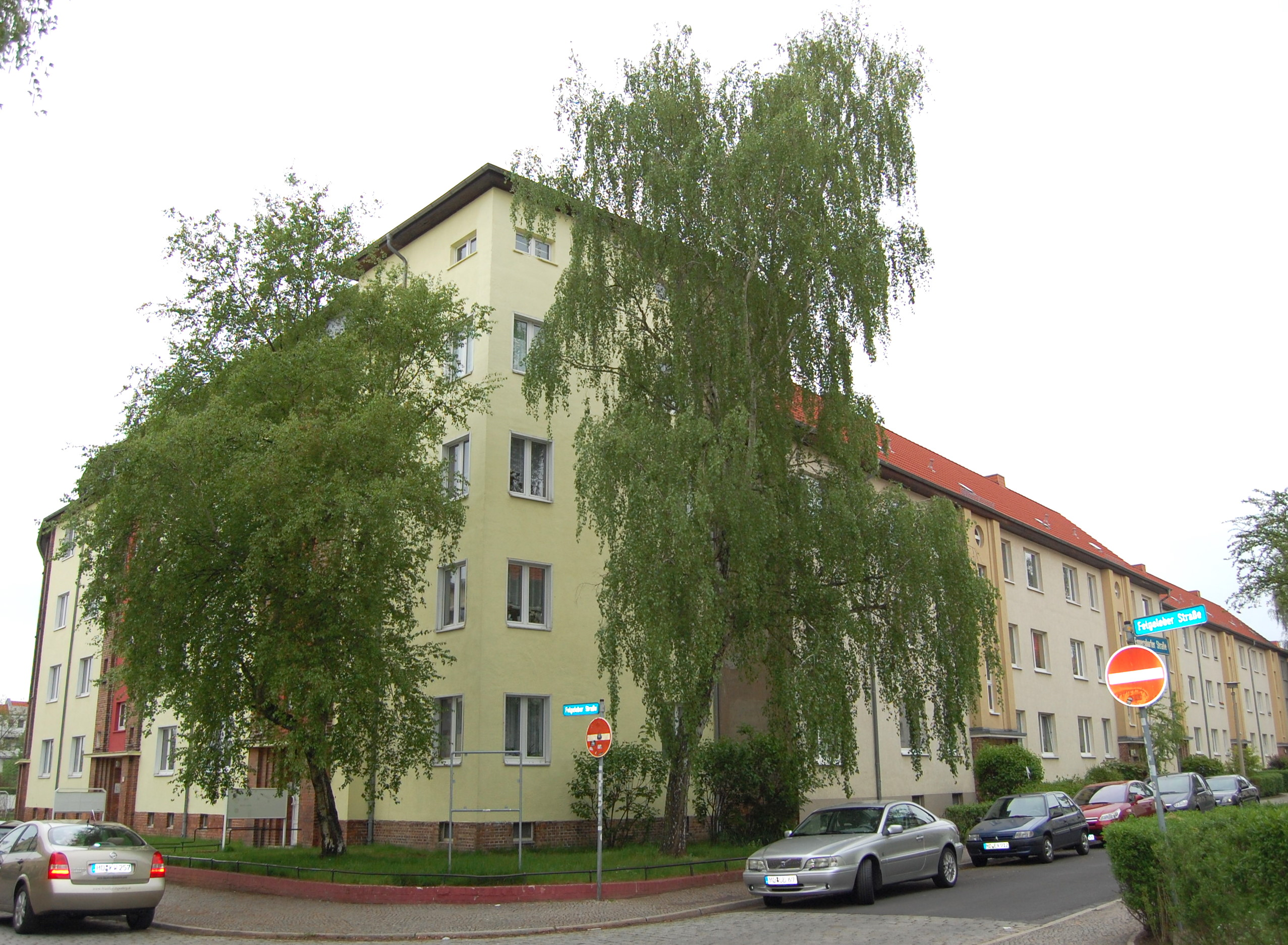
Eckhaus Felgeleber Straße / Ecke Eggersdorfer Straße

Die weiter südlich gelegenen Bereiche der Siedlung konnten, bedingt durch die schlechte wirtschaftliche Gesamtlage, zunächst nicht bebaut werden. Die Bebauung wurde dann erst ab 1933 weitergeführt. 1934 entstand die südliche Eckbebauung Felgeleber Straße/Ecke Alt Fermersleben. Als markantes den Bereich betonendes Gebäude entstand hierbei auch das etwas zurückgesetzte hohe Eckgebäude zur Eggersdorfer Straße.
1935 erwarb die Baugenossenschaft an der Friedrich-List-Straße, im Süden der heutigen Siedlung, von der Fermersleber Kirchengemeinde weitere Flächen. Dem Gebiet wurde der Fiering´sche Park angegliedert. Dieser zur Villa Fiering gehörende Park war ursprünglich in den Bebauungsplänen nicht zur Bebauung vorgesehen, wohl weil das Gelände sich im Privatbesitz befand. Villa und Park gehörten dem Speditionskaufmann Fiering. Später erwarb die Genossenschaft jedoch die Villa und baute sie bis 1937 zu Kleinwohnungen um.

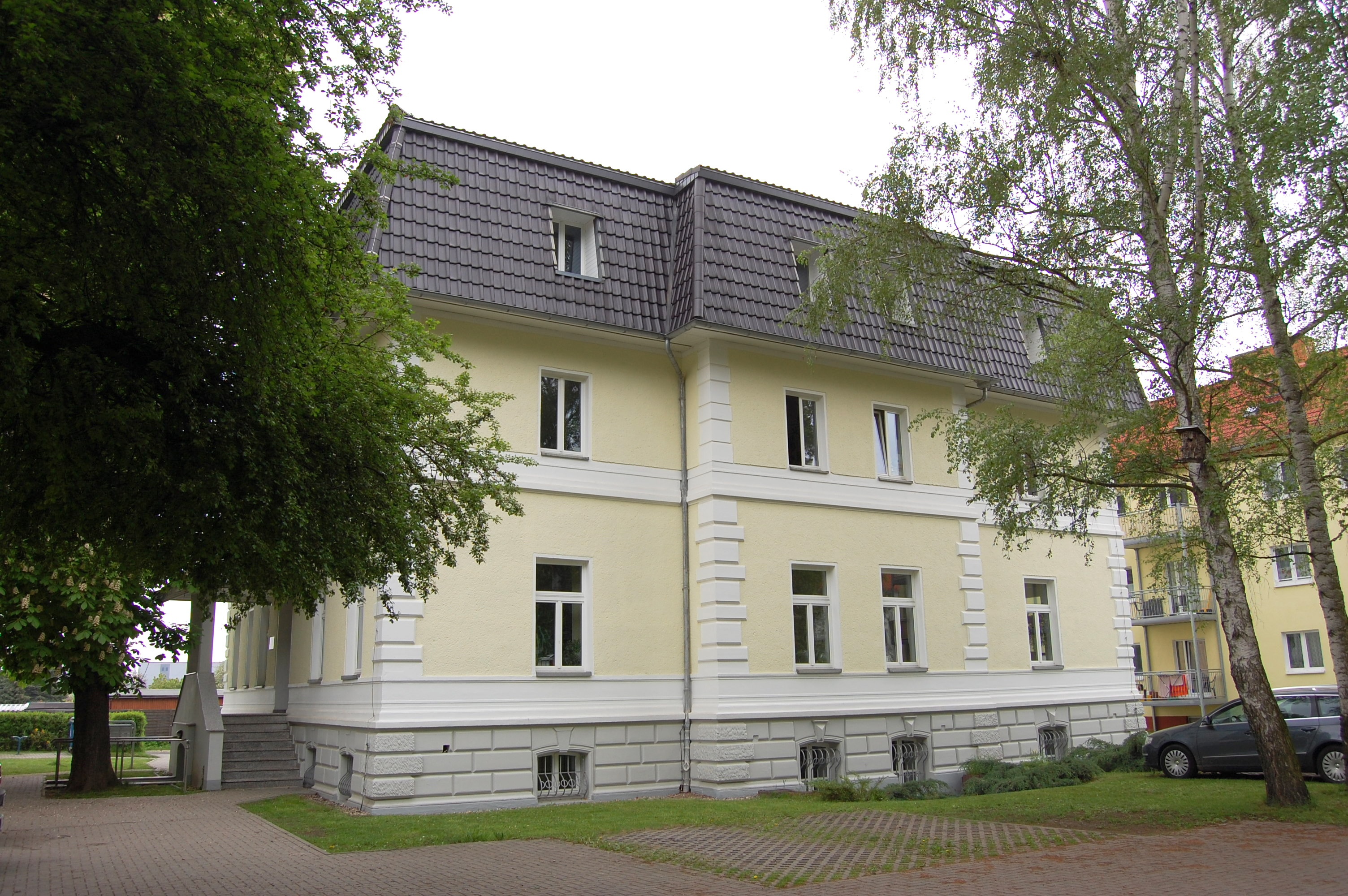
Villa Fiering, 2010

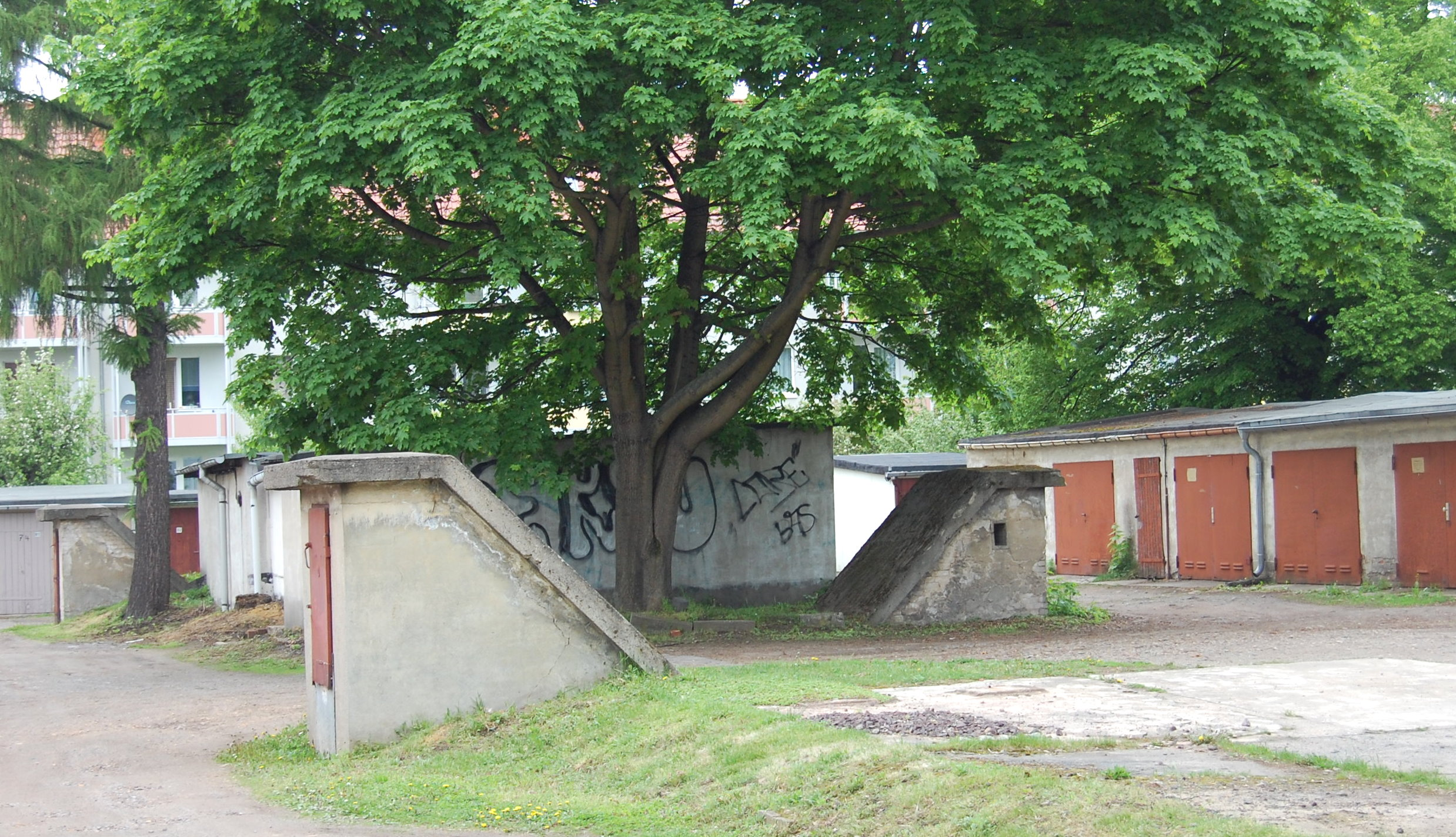
Zugänge zum Gedeckten Gang im Jahr 2010

Darüber hinaus wurde nun der Architekt F. W. Ferd. Müller für die Genossenschaft tätig. Müller versuchte den funktionalistischen und expressiven Baustil des nördlichen Bauabschnitts fortzuführen. Allerdings wurde die Baugestaltung 1936 durch eine Verordnung des nationalsozialistischen Staates eingeschränkt, die ideologisch eine vermeintlich bodenständige Gestaltung forderte. Auch durch die im Zuge der militärischen Aufrüstung verhängten Beschränkungen bei der Verwendung von Baumaterialien wurden die Gestaltungsmöglichkeiten eingeschränkt. Die Wohnungen wurden kleiner als in den früheren Bauten. Ab 1936 wurde die östliche Seite der Eggersdorfer Straße, ab 1938, schon unter deutlichen Einschränkungen bei der Beschaffung von Baumaterial, die westliche Straßenseite bebaut. Ebenfalls 1938 entstanden die Häuser der Calbischen Straße. Es entstanden dort parallel zueinander drei dreigeschossige Bauten, die jeweils nur eine schmale Giebelseite der Straße zuwenden. Der Bau eines vierten Gebäudes unterblieb, da dafür die Villa Fiering hätte abgerissen werden müssen.
In der Zinckestraße und der Straße Alt Fermersleben entstanden Gewerberäume für Fleischerei und Bäckerei. Auch ein Klempner, Schornsteinfeger und eine Rollstube siedelten sich an. In der Eggersdorfer Straße entstanden in eingeschossigen Verbindungsbauten zwischen Wohnblöcken ebenfalls Läden.

### Zweiter Weltkrieg
Bedeutung erlangte nunmehr auch der vorgeschriebene Bau von Luftschutzräumen. Da die Behelfswohnungen keine Keller hatten, wurden 1942 zwischen den Baracken Deckungsgräben angelegt. Später wurden auf den Deckungsgräben dann zum Teil Garagen errichtet. Die Eingänge zu den Deckungsgräben sind noch heute (Stand 2011) gut sichtbar. Auf dem Dach des Gebäudes Zinckestraße 31 wurde eine motorgetriebene Luftschutzsirene aufgestellt.

### Nachkriegszeit
Während des Zweiten Weltkrieges kam es zu Schäden, die bis 1951 jedoch im Wesentlichen beseitigt waren. Die Baugenossenschaft für Kleinwohnungen Fermersleben wurde 1958 zur Gemeinnützigen Wohnungsbaugenossenschaft Fermersleben (GWG Fermersleben) umgebildet. 1975 erfolgte die Vereinigung der GWG mit der in Westerhüsen aktiven GWG Vorwärts zur Wohnungsbau-Genossenschaft Südost (WBG Südost). In den 1950er Jahren gab die Genossenschaft die Villa Fiering ab. Sie diente als Wohnheim der Chemie-Fachschule Justus Liebig. In den 1990er Jahren stand die Villa leer und verfiel. Es erfolgte dann jedoch eine umfangreiche Sanierung. Heute (Stand 2010) wird die Villa Fiering als Bürogebäude genutzt. Die Genossenschaft musste Anfang des 21. Jahrhunderts Insolvenz anmelden.
Auch die ursprünglichen Läden werden heute häufig anderweitig genutzt oder stehen leer. Ein kleines Lebensmittelgeschäft in der Zinckestraße musste bereits 1994 aus wirtschaftlichen Gründen schließen.

## Architektur
Die verputzten Häuser entstanden zum Teil im Stil des Neuen Bauens, wobei diese Formensprache häufig nicht konsequent angewandt wurde. Die Gebäude verfügen über dreieinhalb oder viereinhalb Geschosse. Besonders markant ist der 1928 gebaute von Carl Krayl entworfene Eckbau Alt Fermersleben 11/Felgeleber Straße 2, 4, 6, 8, 10, 12, 14. Das dreigeschossige Gebäude erhebt sich auf einem Grundriss in L-Form und verfügt über ein Mezzaningeschoss. Die Fenster reihen sich als Band jeweils in Gruppen zu zwei Stück zusammengefasst aneinander. Zur Hauptstraße Alt Fermersleben hin wird die Fassade von zentralen Loggien geprägt. Das Gesims wird von einem etwas überragenden Flachdach noch zusätzlich betont.

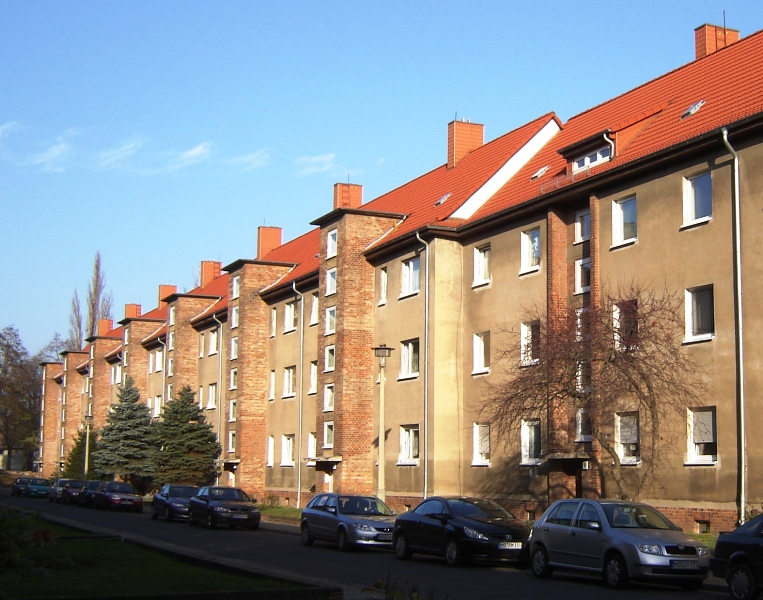
Straßenzug Am Klosterfeld 2006

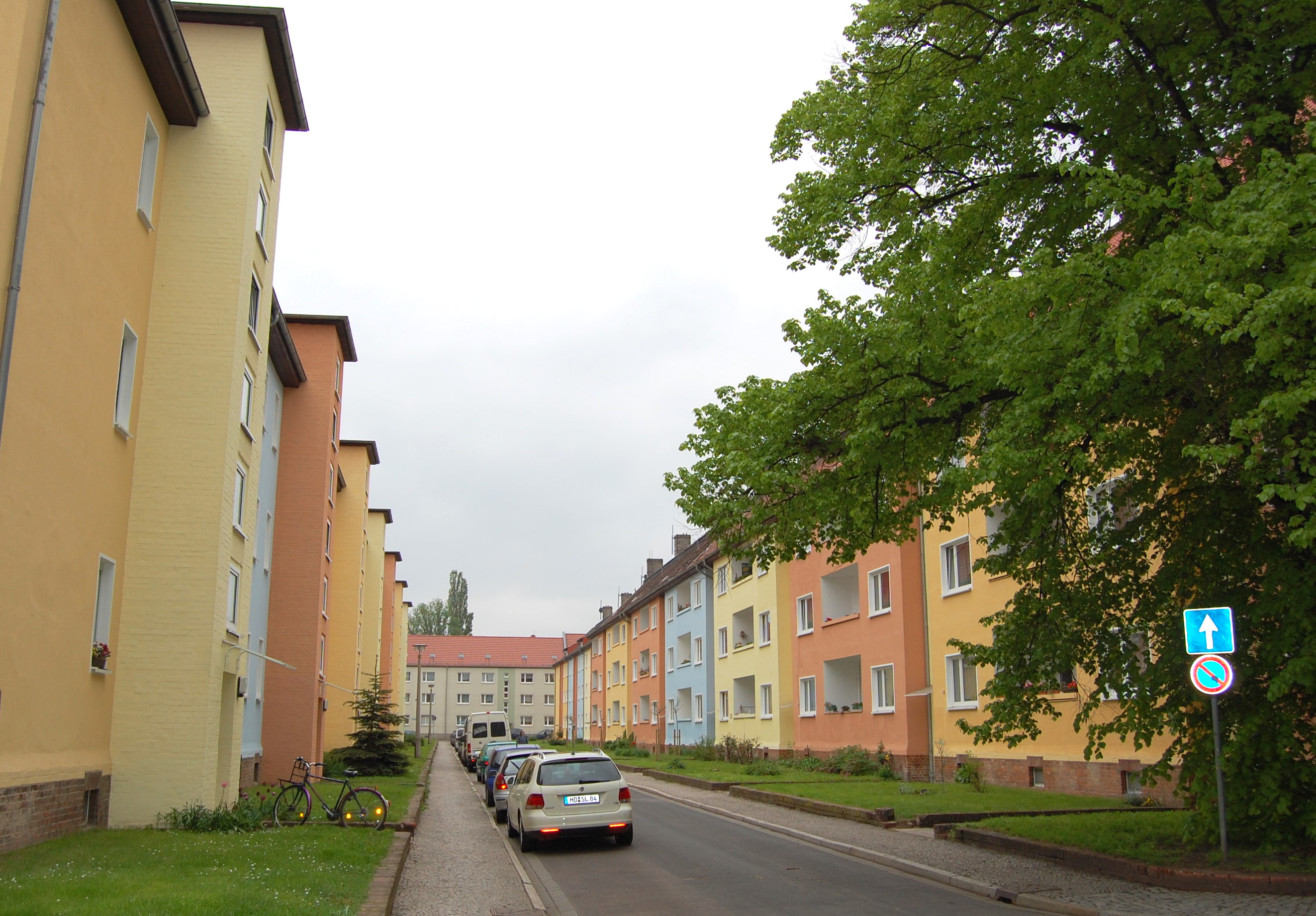
Am Klosterfeld im Jahr 2010 – nach der Sanierung

Krayl entwarf auch die nicht denkmalgeschützten Gebäude entlang der Straße Am Klosterfeld, die bereits 1927 entstanden. Auffällig sind hier die über die Dachtraufe der Gebäude hinaus geführten Treppenhäuser. Auf der gegenüberliegenden Straßenseite treten die Treppenhäuser entgegen in die Fassade zurück. Die übrigen Gebäude des nördlichen Abschnitts wurden von Paul Wahlmann entworfen. Auch hier dominieren die in unterschiedlicher Ausformung gestalteten Treppenhäuser das Gesamtbild. Der sehr gleichmäßige Eindruck der Anlage wurde noch von einheitlich grün gestalteten Fenstern und Türen verstärkt. Im Innenbereich der Siedlung verfügen die dort meist dreigeschossigen Gebäude über ein Satteldach oder Walmdach. Bis auf wenige Gebäude aus der Zeit nach 1933 haben die Wohnungen jeweils Fenster zur Straßen- und Hofseite, was neuen wohnhygienischen Ansprüchen entsprach.

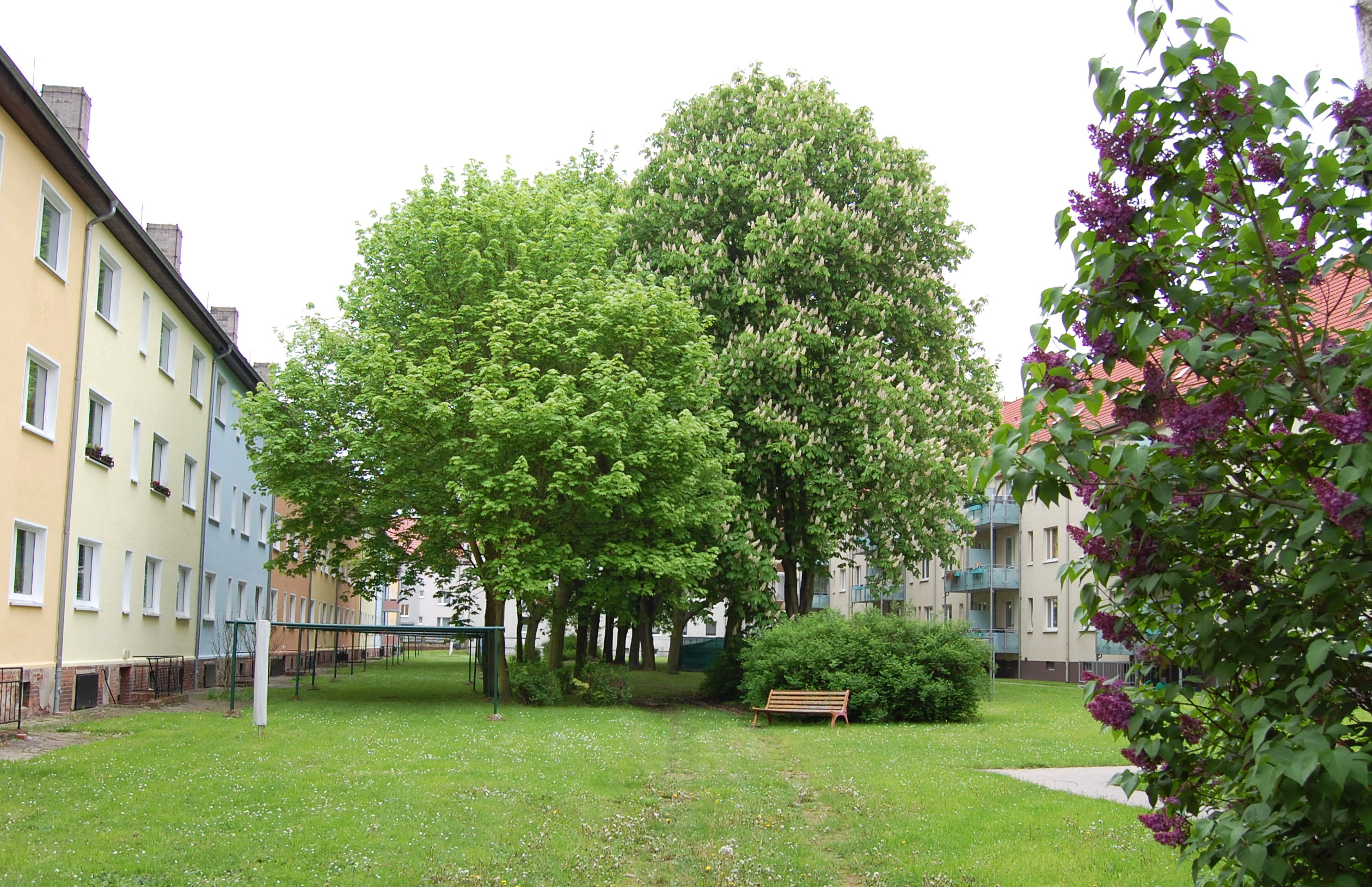
Innenhof zwischen den Straßen Am Klosterfeld und Mühlinger Straße

Wesentlich für die Konzeption der Siedlung war die Schaffung großer zwischen den Häuserzeilen liegende begrünter Hofbereiche. Sie sollten als eine Art Außenwohnraum dienen und waren für kommunikative und soziale Belange der Bewohner vorgesehen. Diese Innenhöfe sind auch heute noch vorhanden und zum Teil von großen Bäumen bestanden. Öffentliche Grünflächen bestehen nur in sehr geringem Umfang. Ab 1931 wurde ein zuvor als Fermersleber Friedhof genutztes Gelände im Südosten der Siedlung zur Grünanlage mit Spielplatz umgestaltet. 1934 entstand hier auch das Kriegerdenkmal Fermersleben.
Die gegenüberliegenden Häuser des südlichen Abschnitts entstanden erst 1934 und somit in der Zeit des Nationalsozialismus nach Plänen von F. W. Ferdinand Müller. Die Gliederung der Fassade bedient sich deutlich konservativerer Elemente. Trotzdem wird der moderne Entwurf der gegenüberliegenden Gebäude aufgenommen und fortgeführt. Auch Müller nutzte die Treppenhäuser zur Gliederung der Fassade. Er setzte sogar die grüne Farbgebung von Fenstern und Türen fort.
Besonders bemerkenswert ist der denkmalgeschützte, auf rundbogenförmigen Grundriss 1934 errichtete südliche Eckkomplex Alt Fermersleben/Felgeleber Straße. Auch diese viergeschossigen Gebäude sind verputzt und mit einem Flachdach bedeckt. Die Fassaden der Treppenhäuser sind jedoch mit Ziegeln verkleidet und zusätzlich durch Okulusfenster und vertikal verlaufende Putzbänder hervorgehoben. Darüber hinaus besteht ein Attikageschoss. Die sich südlich anschließenden Häuser entstanden 1935/36.
In den ab 1937 errichteten Gebäuden wurde die Fassadengliederung dann einsparungsbedingt einfacher, wobei die Ziegelsteinverkleidungen in vielen Variationen weiter geführt wurden.
Die Fachliteratur beklagt eine in späterer Zeit erfolgte unsensible Modernisierung, wodurch wesentliche charakteristische Gestaltungselemente verloren gegangen seien.

## Persönlichkeiten
Der Landtagsabgeordnete des ersten Landtags von Sachsen-Anhalt Otto Schumann lebte zumindest in den 1930er und 1940er Jahren im Haus Zinckestraße 6. Der Sportpädagoge und ostdeutsche Meister im Feldhandball Herbert Wahrendorf lebte zumindest Anfang der 1950er Jahre im Haus Am Klosterfeld 3. In der gleichen Zeit wohnte der SED-Politiker Hans Hauschulz in der Eggersdorfer Straße 20. Im Haus Mühlinger Straße 10 lebte Alma Gast. Sie wurde als Mitglied der Zeugen Jehovas in der Zeit des Nationalsozialismus verfolgt und ermordet. Am 25. Oktober 2013 wurde zum Gedenken vor dem Haus ein Stolperstein verlegt.
Der Großmeister im Fernschach Volker-Michael Anton wohnt in der Siedlung.